# Jan Svoboda (odbojář, 1889)
Jan Svoboda (9. července 1889 Jevíčko – 21. června 1942 Kounicovy koleje) byl český bankovní úředník, pedagog a odbojář z období druhé světové války popravený nacisty.

## Život
Jan Svoboda se narodil 9. července 1889 v Jevíčku v chudé rodině Jana Svobody a Antonie, rozené Dobešové. V Jevíčku vystudoval reálnou školu, na vysokou školu se nemohl přihlásit z finančních důvodů. V roce 1912 se oženil s majitelkou závodu na dámské klobouky Ludmilou Macků. Po vypuknutí první světové války byl povolán do c. a k. armády a odeslán na ruskou frontu, kde v roce 1916 padl do zajetí. Do Československých legií nevstoupil. Po válce pracoval mj. jako úředník Zemské hypoteční banky pro Moravu v Brně. Mimo hlavní zaměstnání ještě vyučoval na obchodní akademii. Byl členem Sokola Brno I. Byl činný v dobročinných organizacích (Domov Dagmar, Ústav pro tělesně vadné v Králově Poli, Dům útěchy). Po německé okupaci v březnu 1939 vstoupil do protinacistického odboje v řadách Obrany národa. Poprvé zatčen byl již 19. března 1939, následně byl propuštěn a nadále sledován, gestapo u něj osmkrát provedlo domovní prohlídku. Na jaře 1942 absolvoval operaci a po ní ozdravný pobyt na Vysočině. Po návratu byl dne 4. června 1942 zatčen opět, stanným soudem 21. téhož měsíce odsouzen k trestu smrti a ještě týž den popraven v brněnských Kounicových kolejích. Jeho tělo bylo o den později zpopelněno v brněnském krematoriu.

## Rodina
Švagrem Jana Svobody byl český fyzik, senátor a brněnský starosta Bedřich Macků

## Posmrtná ocenění
- Janu Svobodovi byl in memoriam udělen Československý válečný kříž 1939
- Jan Svoboda byl in memoriam jmenován náměstek ředitele Zemské banky pro Moravu
- Jan Svoboda byl in memoriam jmenován čestným členem Filharmonického spolku Beseda brněnská
- Po Janu Svobodovi nese název ulice v brněnských Zábrdovicích